# Blaues Wunder (Leipzig)
Das Blaue Wunder in Leipzig war eine Fußgängerbrücke über den Innenstadtring.
Die Stahlkonstruktion führte von 1973 bis 2004 über den damaligen Friedrich-Engels-Platz, die heutige Straßenkreuzung Goerdelerring/Tröndlinring.

## Geschichte
Der Teil über den Tröndlinring wurde im Juni bis August 1973 vom DR Stahlbau Dessau erbaut. Der Teil über den heutigen Goerdelerring wurde Ende 1977 hinzugefügt. Die Brücke war zunächst hellblau angestrichen – ähnlich der gleichnamigen Elbbrücke in Dresden – und erhielt daher im Volksmund ihren Namen. Ab 1991 hatte sie einen grauen Anstrich, der eingebürgerte Beiname wurde jedoch beibehalten. Am 11. Juli 2004 wurde sie abgerissen.
Am 20. Januar 2021 diskutierte der Leipziger Stadtrat über eine Petition, die den Wiederaufbau der Brücke forderte, und lehnte den Vorschlag unter anderem mit Hinweis auf die hohen Baukosten ab.

## Nutzung
Die Brücke war ein rein funktionales Bauwerk mit dem Zweck, eine sichere Überquerung der Fahrbahnen und der Straßenbahngleise zu gewährleisten. Sie hatte Treppen- und Schrägaufgänge.
Große Bedeutung gewann sie als exzellenter Fotostandpunkt während der Friedlichen Revolution der Montagsdemonstrationen 1989/1990, da man von hier die ganze Breite der Demonstrationszüge überblicken konnte. In Vorbereitung auf die Fußball-Weltmeisterschaft 2006 musste sie 2004 einer geänderten Verkehrslösung weichen.

## Trivia
Filmografische Aufnahmen des Bauwerks kurz vor seiner Schließung sind unter anderem im Film Das fliegende Klassenzimmer aus dem Jahr 2003 vorzufinden, ab etwa der 29. Filmminute.